# Sabatinca lucilia
Sabatinca lucilia là một loài bướm đêm thuộc họ Micropterigidae. Nó là loài đặc hữu của New Zealand.
Sải cánh dài khoảng 12 mm.